# Gammarus chevreuxi
Espèce
Le gammare Gammarus chevreuxi  est une espèce de crustacés malacostracés amphipodes d'eau douce, de la famille des gammaridés. C'est une espèce qui a été découverte relativement récemment (pour la première fois par Sexton en 1913) et qui a été peu étudiée.

## Description
Gammarus chevreuxi est reconnaissable aux caractéristiques suivantes :
son apparence est très proche de celle de Gammarus locusta, avec quelques différences concernant :
- les antennes,
- le quatrième segment de la carapace
- le troisième uropode[1]
- Fécondité : la fécondité moyenne (8 embryons viables par ponte) était faible par rapport à celle constatée chez d'autres espèces de gammares.
- Longévité : au Portugal elle est de 6 mois environ ; les individus nés en automne et hibernant vivant plus longtemps que ceux éclos au printemps.

## Habitat et aire de répartition
Il est présent en Europe, dont au Portugal où les fluctuations de sa biomasse ont été mesurées et commentées dans le canal de Mira, bras sud de la ria d'Aveiro, et en Angleterre dans quelques zones humides (dont l'estuaire de la Severn). Au Portugal, des fluctuations importantes de populations ont été expliquées par des phénomènes d'immigration ou d'émigration d'individus dans la zone étudiée.

## Menaces
La principale menace pour les espèces de gammares serait la contamination des eaux par des polluants et en particulier par des pesticides, d'autres toxiques ou d'éventuels perturbateurs endocriniens.